# Janne Emily Seemann
Janne Emily Seemann (født 25. marts 1956) er professor ved Institut for Sociologi og Socialt Arbejde ved Aalborg Universitet. Hendes forskningsområde er velfærdsorganisatoriske problemstillinger, herunder ledelse og koordination på tværs af professioner, sektorer og politiske niveauer. 

## Uddannelse og karriere
Fra 1979-1983 var hun konsulent ved Dansk Institut for Organisationsstudier (DIOS) i København. Janne Seemann fik tildelt sin Ph.D. ved Aalborg Universitet i 1986. Året forinden havde hun været Visiting Scholar ved Stanford University i USA. I 1986 blev hun ansat som adjunkt ved Aalborg Universitet,  i 1990 blev hun lektor og i 2012 professor. Hun er medstifter og leder af AAU-forskningscentret Center for Organization, Management and Administration (COMA), som er et samarbejde mellem Institut for Politik og Samfund og Institut for Sociologi og Socialt Arbejde. I  2000-2005 var hun også medstifter af og i ledelse for Forskningscenter for Ledelse og Organisation i Sygehusvæsenet (FLOS), som var et samarbejde mellem Aalborg Universitet, Dansk Institut for Sundhedsvæsen og Copenhagen Business School. Derudover var hun fra 2005-2012 medstifter og leder af forskningsgruppen ”Organisation and Evaluation”.  
Janne Emily Seemann har haft en række bestyrelsesposter, blandt andet Københavns Lufthavne A/S (1990-1994), hvor hun var udpeget af regeringen.  Af SSF har hun også været udpeget til bestyrelsen ved Arbejdsmiljøfonden (2000-2002), Sygekassernes Helsefond (1999-2001) og Research commitee of Health Care, Ministry of Health (1999-2005).
Hun har også været reviewer for blandt andet International Journal of Integrated Care; Nordiske Organisasjonsstudier; Tidsskrift for Forskning i Sygdom og Samfund; Dansk Institut for Sundhedsvæsen/KORA/VIVE; Politica; National Board of Health.

## Udvalgte publikationer
- Jespersen P. K., V. Larsen & J. Seemann (2010): Evaluering af ”Organisering og samspilsrelationer”. Aalborg Kommunes projekt: Kræftrehabilitering i Aalborg Kommune. Forskningsrapport. Aalborg Universitet
- Seemann J. (2010): Kronisk koordinationsbesvær i det danske sundhedsvæsen i H.Timm (red.): Sammenhængende forløb i sundhedsvæsenet. Videncenter for Sammenhængende Forløb i Social- og Sundhedssektoren, Professionshøjskolen Metropol. København: Books on Demand
- Dinesen B., Gustafsson J. & J. Seemann (2011): Development of a program for telerehabilitation of COPD patients across sectors: Co-innovation in a network. International Journal of Integrated Care, vol.11, 29 March
- Dinesen, Birthe; Seemann, Janne; Gustafsson, Jeppe; Huniche, Lotte; Grann, Ove; Nielsen, Carl; Hejlesen, Ole; Toft, Egon (2011): Telerehabilitation for COPD patients across sectors : a randomised study. International Journal of Integrated Care Vol. 11, Nr. Annual Conference Supplement 2011
- Seemann J., Ærthøj J.P. & H. Rasmussen (2012): Sygehusenes truende selvtilstrækkelighed. I Dansk Selskab for sygehusledelse og Danske Regioner (red.): Sund ledelse: 19 bud på god sygehusledelse. Vol. 1. 1. Udg. Djøf/Jurist- og Økonomforbundet
- Seemann J., J. B. Kristensen & A. Antoft (2012): Socialrådgiverprofessionen og dens tværgående samarbejdsrelationer. I Steen Juul Hansen (red.) Det sociale arbejdes sociologi, København: Hans Reitzels Forlag
- Seemann, J., B. Dinesen & J. Gustafsson (2013): Interorganizational Innovation in Systemic Networks: TELEKAT Findings. The Innovation Journal: The Public Sector Innovation Journal. Vol. 18, Nr. 3,5, 20.12.2013, p. 1-18
- Gustafsson J. & J. Seemann (2013): Interorganisatorisk samverkan om innovation och forandring. I Axelsson & Axelsson (red.): Om samverkan: för utveckling av hälse och välfärd. Lund:Studentlitteratur
- Seemann J. & M. Johansen (2013): Unge i organisatorisk grænseland: organisering, samarbejdsstrategier, tillid og ledelse. I Udenfor Nummer, Vol. 14 2013, Nr. 27, 2, 12.2013, p. 12-21
- Axelsson R., Axelsson S., Gustafsson J. & J. Seemann (2014): Organizing integrated care in a university hospital: application of a conceptual framework. International Journal of Integrated Care, Vol. 14, June, 19.06.2014, p. 1-9
- Axelsson, Runo; Axelsson, Susanna Bihari; Gustafsson, Jeppe; Seemann, Janne (2015): Great expectations – introduction of flow managers in a university hospital. I: International Journal of Health Planning and Management, 12.2015, s. 1-11.
- Seemann, Janne; Gustafsson, Jeppe; Axelsson, Runo; Axelsson, Susanna Bihari; Antoft, Rasmus; Fredens, Mia (2015). På vej mod en ny ledelsesorganisation (2015) : Rapport fra et følgeforskningsprojekt på Aalborg Universitetshospital. Aalborg : Aalborg Universitetsforlag, 2015. 112 s.
- Axelsson, Runo; Axelsson, Susanna Bihari; Gustafsson, Jeppe; Seemann, Janne (2015): Great expectations – introduction of flow managers in a university hospital. I: International Journal of Health Planning and Management, 12.2015, s. 1-11.5
- Seemann, Janne; Gustafsson, Jeppe (2016): Integration in the spotlight (2016) : Fighting silo barriers and fragmente healthcare in Denmark. In Future challenges for health and healthcare in Europe. red. / Guido Giarelli; Betina Jacobsen; Margrethe Nielsen; Gunnar Scott Reinbacher. 1. udg. Aalborg : Aalborg Universitetsforlag, 2016. s. 49-70
- Seemann, Janne; Gustafsson, Jeppe (2016): Smid pyramidebrillerne. I: Tidsskrift for Dansk Sundhedsvaesen (Online), Vol. 92. årgang, Nr. nr. 3 april 2016, 1, 04.2016, s. 4-13.
- Seemann, Janne (2018): Refleksioner om ledelse på tværs. In A. Næs Gjerding, J. Seemann m.fl. (red): Bevægelse I tiden tilstedeværelse i nuet.
- Seemann, Janne; Gustafsson, Jeppe (2019): Integration across professional and organizational boundaries in Danish Health Care. 13th Novo Symposium
- Seemann, Janne; Ninna Meier (2019): Tværsektoriel ledelse – hvad fortæller forskningen og projektlederne herom? Region Hovedstaden/Aalborg Universitet